# Tigy
 Tigy  es una población y comuna francesa, situada en la región de Centro, departamento de Loiret, en el distrito de Orléans y cantón de Jargeau.

## Demografía
| 1180 | 1259 | 1251 | 1434 | 1679 | 1960 |
| Para los censos de 1962 a 1999 la población legal corresponde a la población sin duplicidades (Fuente: INSEE [Consultar]) |      |      |      |      |      |